# أبو إسحاق الإسفراييني
أبو إسحاق إبراهيم بن محمد بن إبراهيم بن مهران الإسفرايني الملقب بركن الدين، الفقيه الشافعي المتكلم الأصولي، ذكره الحاكم أبو عبد الله، وقال: أخذ عنه الكلام والأصول عامة شيوخ نيسابور، وأقر له بالعلم أهل العراق، وخراسان، وله التصانيف الجليلة منها: كتابه الكبير الذي سماه «جامع الحلى في أصول الدين والرد على الملحدين» في خمس مجلدات، «رسالة» في أصول الفقه وغير ذلك من المصنفات، وأخذ عنه القاضي الطبري أصول الفقه بإسفرايين، وبنيت له المدرسة المشهورة في نيسابور، وذكره أبو الحسن عبد الغافر الفارسي، في سياق «تاريخ نيسابور»، فقال في حقه: أحد من بلغ حد الاجتهاد من العلماء لتعمقه في العلوم واستجماعه شرائط الإمامة، وكان يقول: أشتهي أن أموت بنيسابور.

## وفاته
توفي سنة 418 هـ / 1027م، يوم عاشوراء، ثم نقل إلى إسفراين، ودفن في مشهده.